# Oued Smar
Oued Smar là một đô thị thuộc tỉnh Alger, Algérie. Dân số thời điểm năm 2002 là 21.397 người.